# Modellabhängiger Realismus
Der modellabhängige Realismus ist ein von Stephen Hawking und Leonard Mlodinow in ihrem Buch „Der große Entwurf“ erläutertes erkenntnistheoretisches Konzept des wissenschaftlichen Realismus.
Kernaussage ist, dass alle Modelle, die eine zutreffende Vorhersage liefern, gleichwertig als real angesehen werden können. Man könne also keines dieser Modelle als „realer“ einstufen. Dies hat zur Folge, dass es keine „richtige“ Realität gibt.
Als Beispiel dient ein Goldfisch, der in seinem Goldfischglas eine verzerrte Sicht der Außenwelt sieht. Laut Hawking und Mlodinow wären die Modelle, die ein theoretischer Goldfischphysiker im Glas von seiner Sicht der Welt machen würde, genauso als real anzusehen, wie unsere als außenstehende Beobachter, auch wenn sie aus unserer Sicht verzerrt scheinen.